# 网络民族主义
网络民族主义是指以互联网為主陣地發表愛國言論並通過互聯網傳播愛國言論的民族主义。 

## 国家

### 中国
一些媒體将2003年视为中国网络民族主义的爆發之年，也有說法認為中日关系历史遗留的问题（日本首相小泉純一郎參拜靖國神社、中日釣魚島爭端、侵華日軍遺留的化學武器）促成了中国网络民族主义的興起。 帝吧出征、 。